# Programme INTERREG France (Manche) - Angleterre
 (janvier 2016).
Le programme INTERREG France (Manche) - Angleterre (Actuellement INTERREG V A France (Manche) - Angleterre) est un programme de coopération transfrontalière cofinancé par l'Union européenne et concernant les régions de Somme, Pas-de-Calais, Seine-Maritime, Orne, Eure, Calvados, Manche, Côtes-d'Armor, Finistère, Ille-et-Vilaine, Morbihan et d'Oise (en France); Norfolk, Suffolk, Southend-on-Sea, Thurrock, Essex, Brighton & Hove, Sussex de l’Est, Sussex de l’Ouest, Portsmouth, Southampton, Hampshire, Île de Wight, villes de Medway, Kent, Bournemouth & Poole, Dorset, Cornouailles et Îles Scilly, Plymouth, Torbay, Wiltshire, Somerset, Surrey, Swindon, Peterborough et Devon (au Royaume-Uni).